# Oratorienchor Liederkranz Ravensburg
Der Oratorienchor Liederkranz Ravensburg e. V. 1827, kurz Oratorienchor genannt, ist ein gemischter Chor im oberschwäbischen Ravensburg. Der Oratorienchor Liederkranz tritt regelmäßig mit etwa 80 Sängerinnen und Sängern im Raum zwischen Bodensee und Schwäbischer Alb bei Konzerten auf. Die großen geistlichen und weltlichen Oratorien bilden den Kern des Repertoires. Doch das Konzertprogramm ist weit vielfältiger: Alte Musik, Chorlieder der Romantik, Filmmusik oder zeitgenössische Werke etwa von Bob Chilcott, Martín Palmeri oder John Rutter.

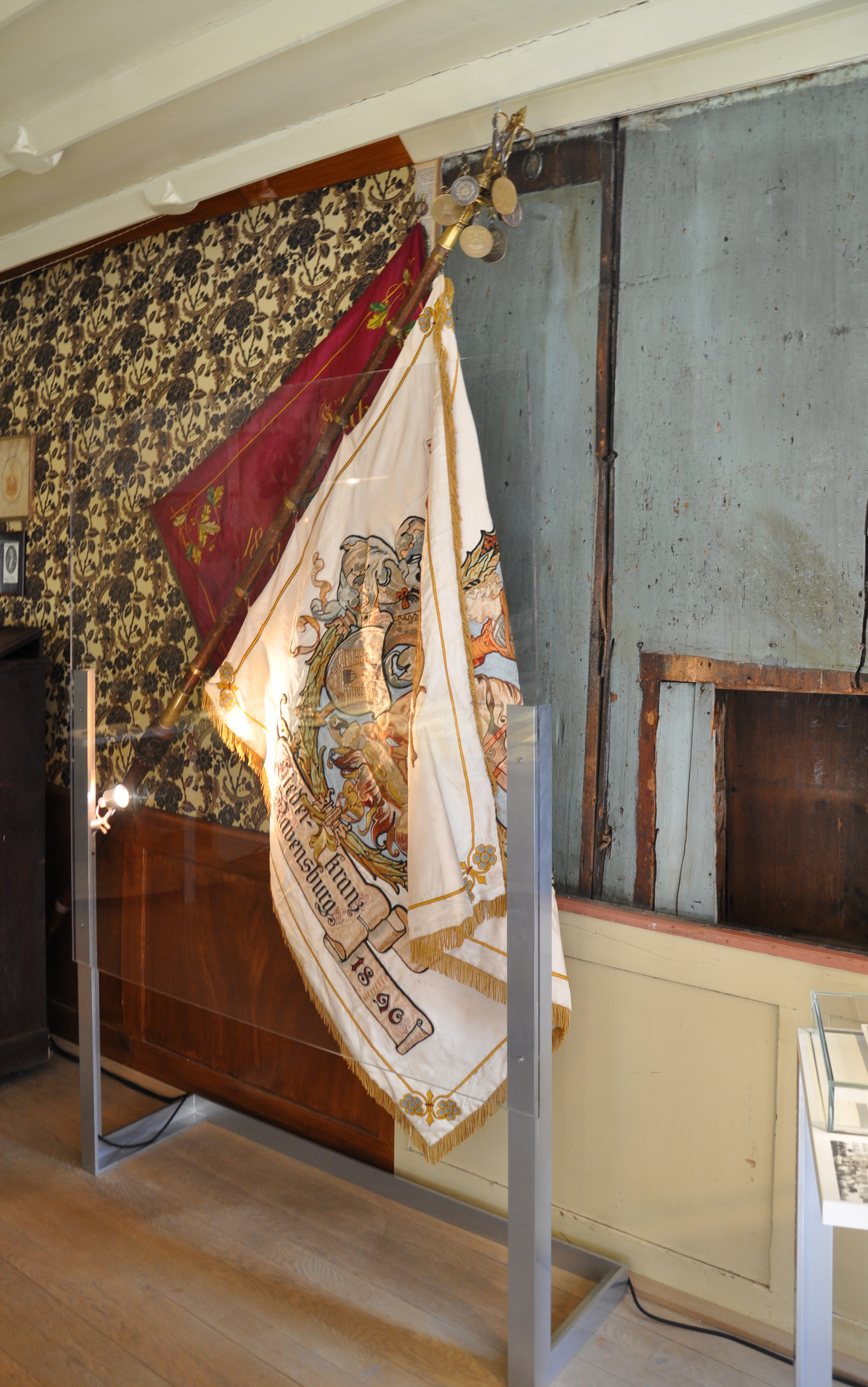
Fahne des Liederkranzes Ravensburg von 1896; Leihgabe im Museum Humpis-Quartier Ravensburg

## Geschichte
1827 wurde der ursprünglich reine Männerchor als Liederkranz 1827 Ravensburg von 17 Sängern und 50 passiven Mitgliedern gegründet. Er gilt damit neben der Schützengilde Ravensburg als ältester aktiver Verein der Stadt und ist der älteste Gesangverein im Verband Oberschwäbischer Sängergau 1855 e. V.

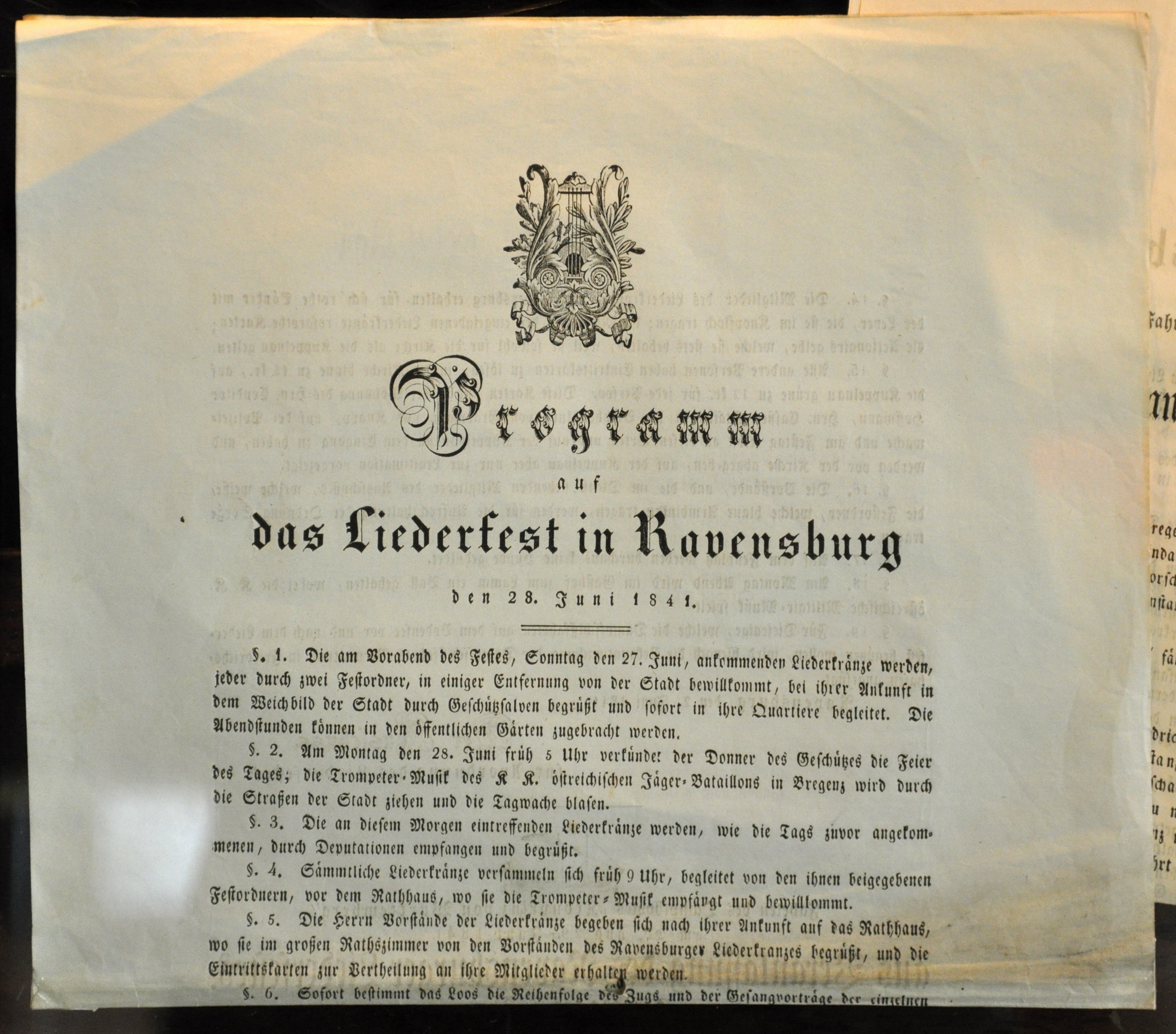
Programm des Liederfestes 1841

Der Gesangverein galt als national und liberal; er bestand in der Zeit des Vormärz hauptsächlich aus evangelischen Kaufleuten, Fabrikanten und Beamten. Ein erster größerer Auftritt fand bei einer Schiller-Gedächtnisfeier 1828 statt; in den nächsten zehn Jahren allerdings schlief das Vereinsleben fast wieder ein, die Mitgliederzahl war rückläufig. Um 1838 gewann der Verein jedoch neuen Schwung, und 1841 veranstaltete der Liederkranz als Höhepunkt seiner frühen Vereinsgeschichte ein großes, von zahlreichen auswärtigen Gesangvereinen mit über 800 Personen besuchtes Liederfest in Ravensburg, bei dem der Vereinsvorsitzende und Stadtrat Karl Friedrich Zaisser (der spätere Ravensburger Stadtschultheiß) eine vielbeachtete politische Rede hielt, in der er einen deutschen Staatenbund nach dem Vorbild der Schweiz forderte. Als Reaktion auf seine liberale Rede wurde er jedoch dazu gedrängt, den Vereinsvorsitz niederzulegen.
Beim Neubau des Konzerthauses wurde mit dem Liederkranzsaal ein Probelokal geschaffen, in dem der Chor nach Zwischenspielen an anderen Orten heute wieder wöchentlich probt. Durch eine Vereinbarung mit dem Hauptstifter des Konzerthauses Julius Spohn, der Stadt Ravensburg und dem Liederkranz wurde dem Chor der Saal „für alle Zeiten“ zugesprochen.
Im ersten Jahrzehnt des 20. Jahrhunderts sang der Chor wiederholt bei Gastspielen der Stuttgarter Hofoper im Konzerthaus Ravensburg. Bei einem dieser Auftritte wurde 1907 die schöne Tenorstimme des Chormitglieds Karl Erb entdeckt, der daraufhin in Stuttgart, Lübeck und München eine glanzvolle Karriere als Operntenor machte.
1925 wurde ein eigener Frauenchor gegründet, der später mit dem Männerchor fusionierte. 1933 wurde der Chor im Sinne des Nationalsozialismus „gleichgeschaltet“. 1945 wurde er von den französischen Besatzern aufgelöst, aber schon 1946 wiedergegründet. 1971 erfolgte die Umbenennung des Vereins in Oratorienchor Liederkranz Ravensburg e. V. 1827.

## Musikalische Leitung
- 1925–1932: Rudolf Bella
- 1932–1965: Franz Frommlet
- 1966–1978: Günther Spieß
- 1979–2008: Heinrich Hamm
- 2008–2015: Franz Raml
- 2015–2020: Gregor Simon
- seit 2020: Peter Schmitz

## Mitgliedschaften
- Schwäbischer Chorverband